# 路易吉·德尔内里
路易吉 "吉吉" 德尔内里（義大利語：Luigi "Gigi" Delneri），一般被称作“德尔内里”，（1950年8月23日—）意大利著名足球教練，曾執教意甲豪門尤文圖斯。。

## 生涯

### 球員時代
德爾內里出生於意大利東北部邊境城市阿奎萊亞，16歲的時候在SPAL俱樂部開始了足球生涯，之后去往了几家低级别联赛球队，一直到他转会去到紧邻自己家乡的球队乌迪内斯，他也同乌迪内斯一同升上了意甲联赛，这也是他首次参加顶级联赛，之后德尔内里转会去到西北部强队桑普多利亚，离开桑普多利亚之后德尔内里又辗转了几家中小球会，一直到34岁时他选择在奥德尔佐的一支小球会退役。总的来说德尔内里的球员生涯并不算辉煌，不过也是打拼过顶级联赛的优秀球员。

### 教练生涯
退役之后德尔内里就留在了奥德尔佐为这家名叫Opitergina的俱乐部任教，因为这家俱乐部当时的老板Ettore Setten(现在为特雷维索足球俱乐部的老板)的请他在退役做了新主帅。1986年之后德尔内里又去到了几家低级别联赛球会担任主教练。真正让他发光发亮的时刻来自于执教当时意乙联赛的“飞驴”切沃，在那里德尔内里带领这支维罗纳的小球会创造了“切沃奇迹”，球队不光迅速升入意甲作战，甚至还在意甲打拼取得了欧洲联盟杯的参赛资格，首次参加意甲的切沃队居然在冬歇期之前排到了积分榜首位。
2004年夏天，刚刚拿下了欧洲冠军联赛冠军的波尔图宣布意大利人的到来顶替葡萄牙本土教练，不过德尔内里的这次海外之旅可谓并不光彩，由于在葡超战绩太差俱乐部在联赛才开打短短两个多月时就将其解职，10月份德尔内里回到意大利接替担任罗马的新主帅，不过隔年的3月由于在一系列的比赛中接连失利德尔内里又遭到了解雇。2005年年中巴勒莫这支西西里的球会向德尔内里伸出了橄榄枝，这支球队同样拥有欧战的资格，他带领巴勒莫的开局相当顺利，包括3-2击败了强队国际米兰和联盟杯小组赛的多场胜利，但是之后球队就开始了运转不灵，在联赛积分榜上停滞不前的巴勒莫队在冬歇期刚过的主场比赛里以1-3输给另外一直豪门AC米兰，之后在2006年1月28日德尔内里就又见到了“炒鱿鱼”。
2006年10月16日德尔内里回到了赖以成名的切沃俱乐部，但是一直执教到赛季结束的他却没有能率领球队保级成功，在一系列失利的面前德尔内里这次选择了主动离开。2007年6月德尔内里前往亚特兰大执教，在渡过一年的辉煌后亚特兰大这支缺乏足够阵容的小球会在两个赛季里分别拿到了第9名和第11名的不错成绩，在他离开位于贝尔加莫这支球会之后亚特兰大队就在隔年不幸降级。2009年6月1日德尔内里加盟了位于热那亚他曾效力过的桑普多利亚，2009-10赛季球队力压其他几只劲旅获得了意甲第四名，取得了参加冠军联赛资格赛的机会。2010年5月19日德尔内里宣布将不再担任“水手军”的主帅而前往都灵加盟“老妇人”尤文图斯，17日他正式辞去了桑普主帅的职务从而入主斑马军团。